# Kitchik Dahna
Kitchik Dahna est un village de la région de Şəki en Azerbaïdjan.

## Géographie
Le village de Kitchik Dahna de la région de Şəki est situé dans la circonscription administrative du village de Kitchik Dahna.

## Économie
La principale occupation de la population du village est l'agriculture, la sériciculture et la culture du tabac.

## Population
Selon les statistiques de 2009, la population du village est de 14000 personnes.

## Culture
Il y a un centre médical, 2 écoles et 2 mosquées dans le village.